# Plaça dels màrtirs
La Plaça dels màrtirs és un jardí quadrat a la ciutat de Luxemburg, al sud de Luxemburg. La plaça es troba al sud de la vall del riu Pétrusse, al barri de la Gare. És conegut col·loquialment com el Jardí de les Roses (en luxemburguès: Rousegaertchen), a causa de les roses vermelles que dominen el jardí.

## Situació

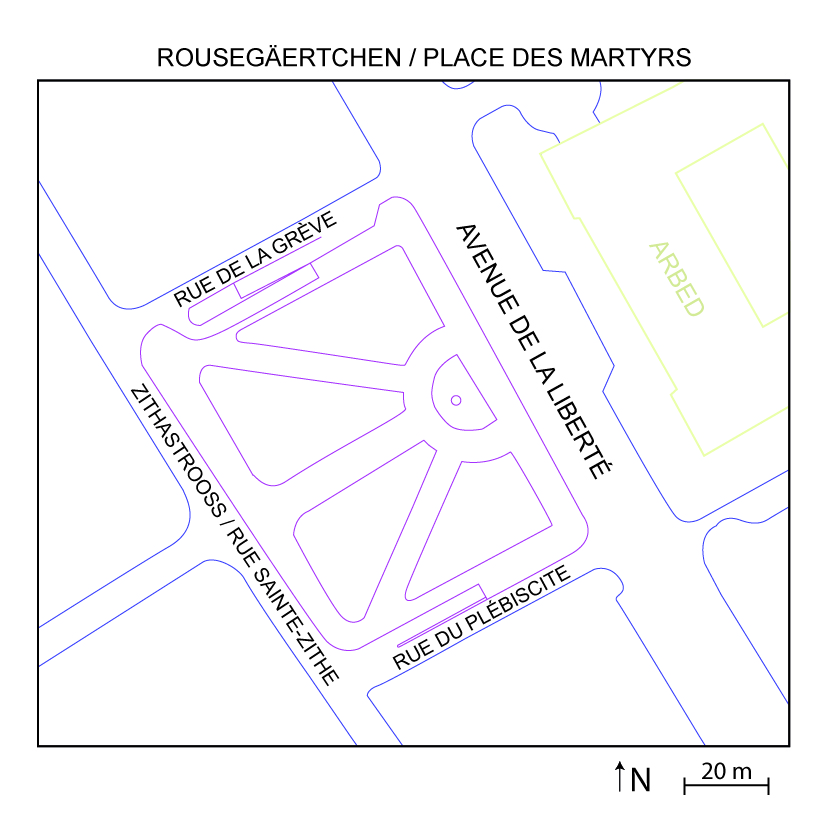
Plànol de la plaça dels màrtirs

Al llarg del seu costat nord-est corre l'avinguda de la Llibertat, una de les principals vies de la ciutat de Luxemburg. Al sud-oest es troba el carrer Sainte-Zithe, mentre que el carrer del Plebiscit i del carrer de la Grève conformen els costats sud-est i nord-oest de la plaça, respectivament. La seu d'ArcelorMittal, la major empresa siderúrgica del món, es troba a la plaça dels Màrtirs, a través de l'avinguda de la Llibertat.
La plaça va ser urbanitzada a la dècada de 1920, després de l'ocupació alemanya de la Primera Guerra Mundial. Mitjançant l'execució de la plaça amb tres camins radials, reunits en un punt enfront de la seu d'Arcelor, on hi ha una obra de l'escultor britànic Henry Moore, que representa una mare i el seu fill.